# Furttal

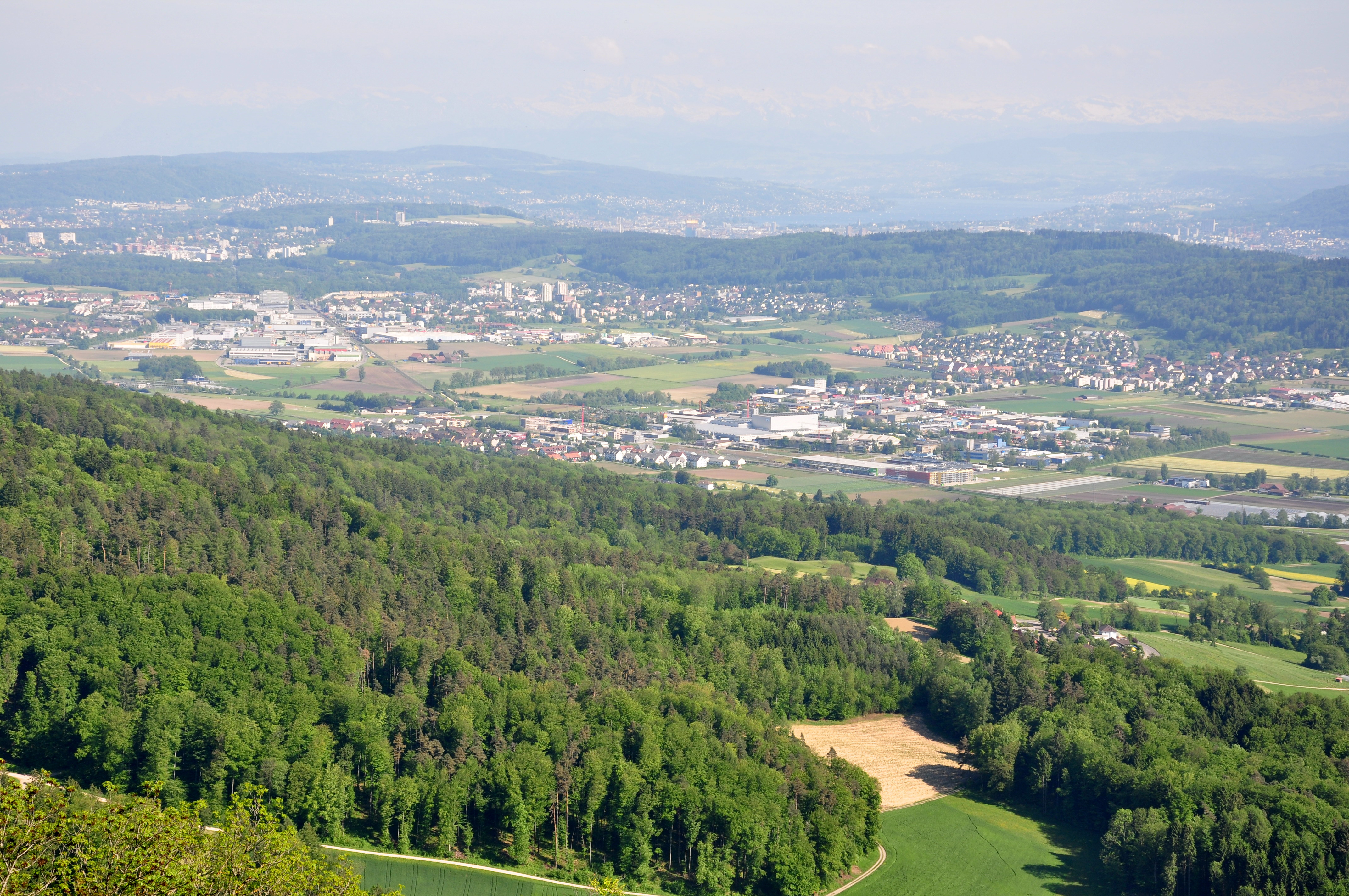
Ansicht von der Lägern auf das Furttal

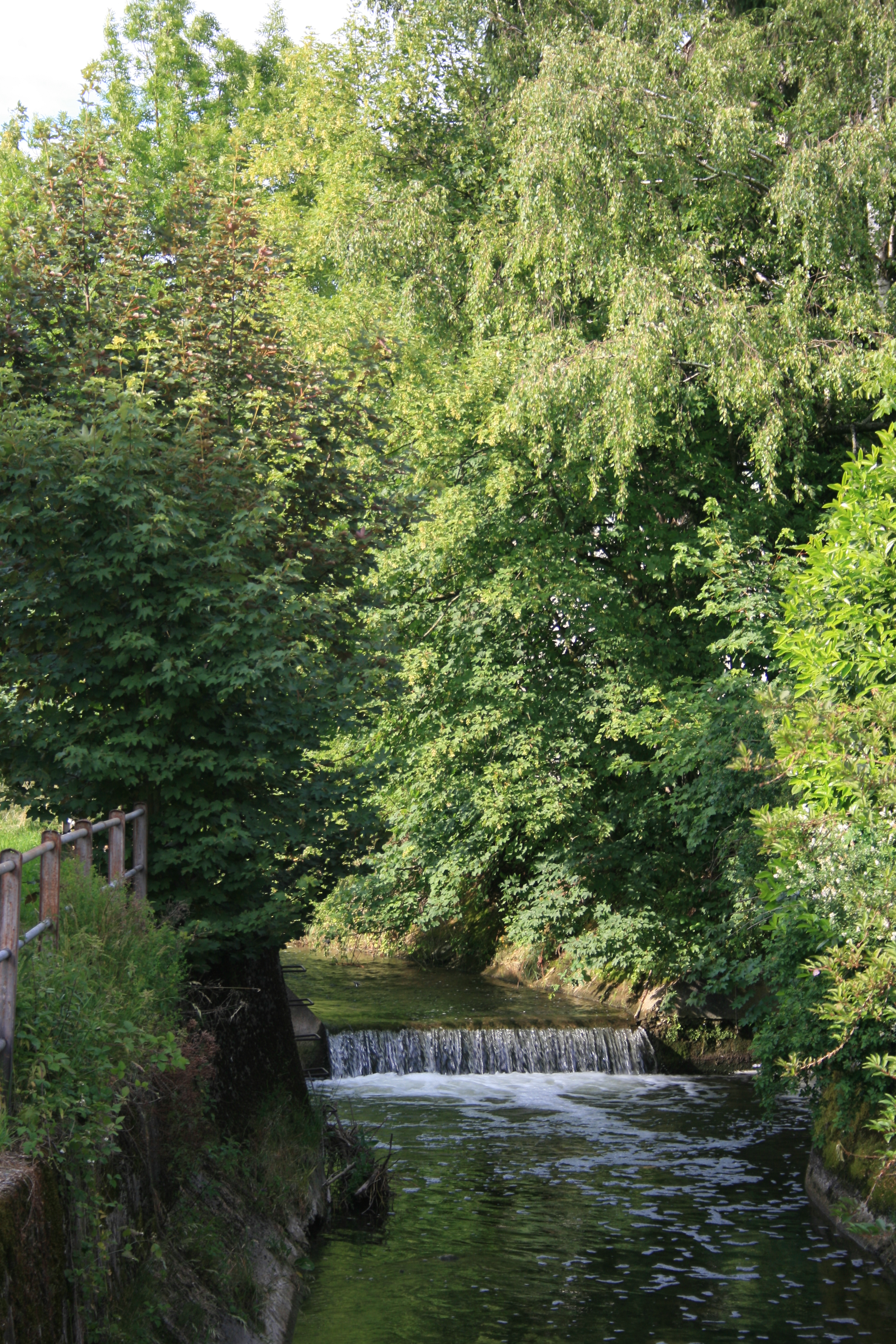
Der Furtbach in Würenlos

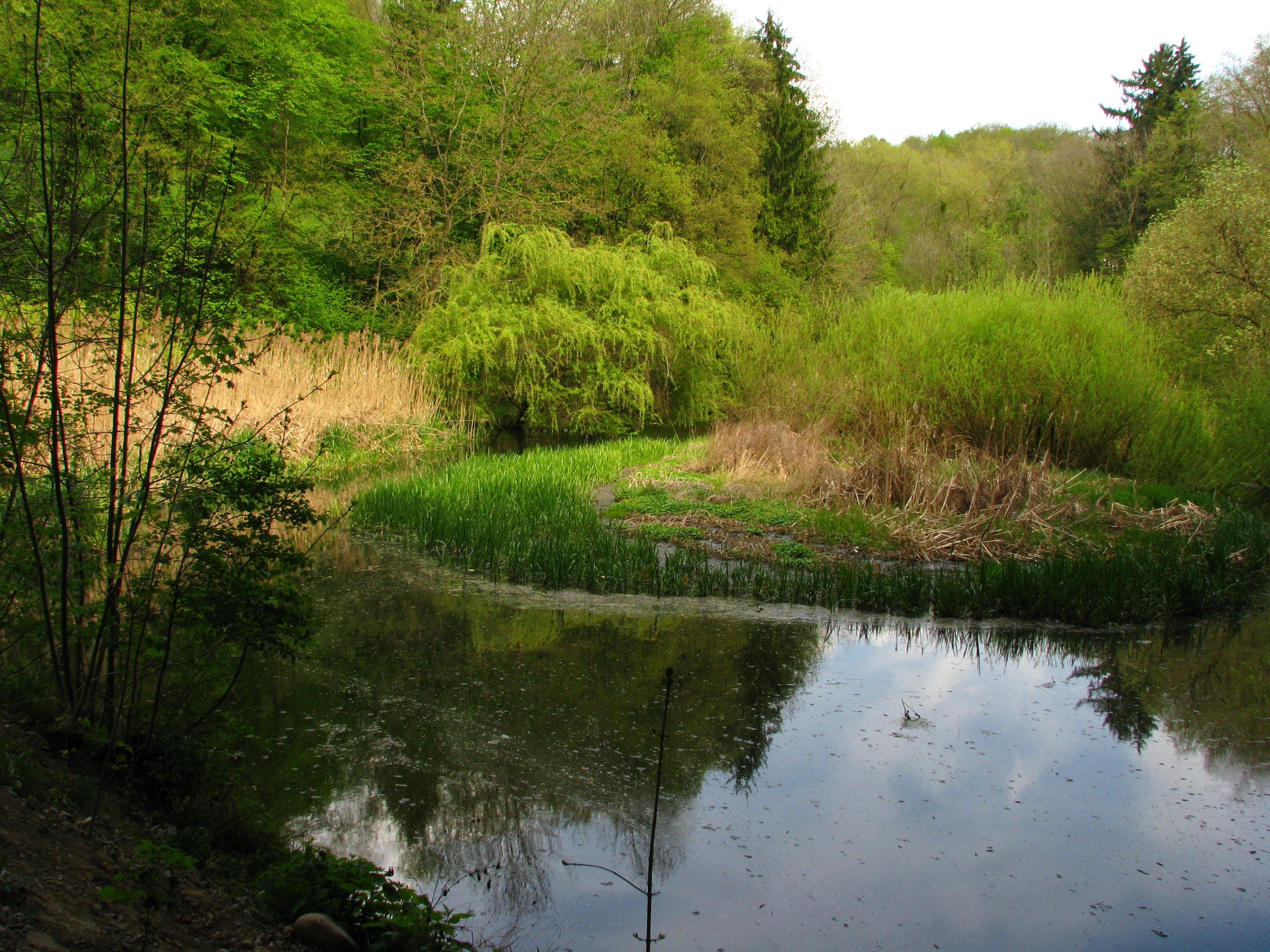

Das Furttal liegt zwischen Lägern und Altberg im Bezirk Dielsdorf des Kantons Zürich in der Schweiz.
Im Osten wird es bei Regensdorf von einer Moräne gegen die Katzenseen abgeschlossen, die in Mulden einer Würm-eiszeitlichen Toteismasse eines Seitenarms des Linthgletschers liegen. Im Westen endet es bei Würenlos, wo der Furtbach, der dem Tal den Namen gegeben hat, in die Limmat fliesst.
Das zürcherische Furttal besteht aus dem Gebiet der Gemeinden:
- Buchs ZH
- Dällikon
- Dänikon
- Hüttikon
- Otelfingen
- Boppelsen
- Regensdorf
- Der alte Ortsteil von Würenlos sowie die dazugehörenden Weiler Kempfhof und Oetlikon im Kanton Aargau liegen ebenfalls im Furttal.

Der Furtbach ist Vorfluter von drei Abwasserreinigungs-Anlagen: der ARA Wüeri in Regensdorf, der ARA Furthof in Buchs ZH des Kläranlageverbands Buchs-Dällikon und der ARA «Untere Furttal» in Otelfingen des «Zweckverbands Unteres Furttal» der Gemeinden Boppelsen, Dänikon, Hüttikon und Otelfingen. Würenlos klärt sein Abwasser im Rahmen des Abwasserverbands Killwangen-Spreitenbach-Würenlos in der ARA «Schniderhau» in Killwangen, links der Limmat. Zur Bewässerung der Felder soll voraussichtlich ab 2022[veraltet] Wasser aus der Limmat über ein Rohrleitungssystem ins Furttal gepumpt werden. Derzeit wird dafür noch Wasser aus dem Furtbach und aus Grundwasser verwendet. Der Golfpark der Genossenschaft Migros Zürich in Otelfingen soll aber auch in Zukunft noch mit Wasser aus dem Furtbach versorgt werden.

## Öffentlicher Verkehr

### ZVV und Bus (VBG)
Gemäss aktuellem Gesamtverkehrskonzept des Kantons Zürich ist das Furttal mit einem ÖV-Anteil von unter 20 % deutlich unterdurchschnittlich erschlossen.

## Automatisierter öffentlicher Verkehr
Die SBB, der Kanton Zürich und die Furttaler Gemeinden lancieren im Frühjahr 2025 ein Projekt zum automatisierten Fahren im öffentlichen Verkehr. Die Bevölkerung kann das Angebot ab Sommer 2025 nutzen und erleben. Dies nachdem die Testphase erfolgreich abgeschlossen ist. Ziel des Projekts ist, praktische Erkenntnisse über automatisierte Mobilitätsangebote im ÖV zu gewinnen. Die Projektleitung wurde an das Swiss Transit Lab (STL) vergeben.